# Notting Hill-i karnevál

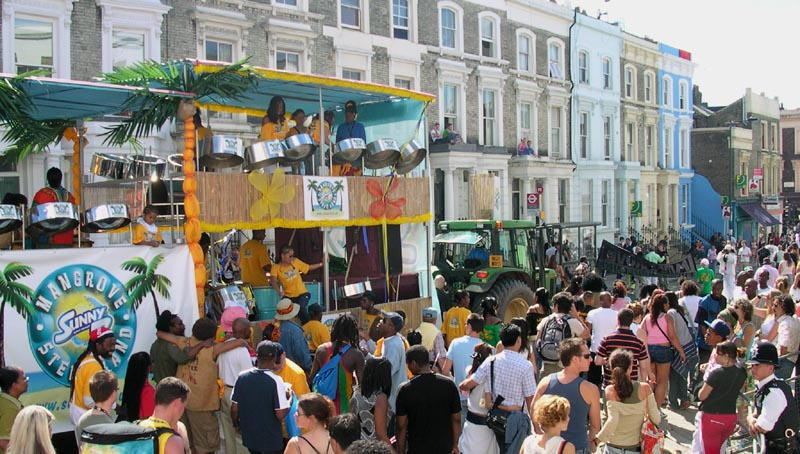
sound system

Európa legnépszerűbb karibi fesztiválját, a Notting Hill-i karnevált minden év augusztusában Nyugat-London Notting Hill negyedében tartják. A kétnapos eseményt a Karib-térségből származó londoniak szervezik, központi eseménye a zenés-táncos felvonulás. A karnevál évente akár másfél millió látogatót vonz Notting Hill elegáns utcáira.

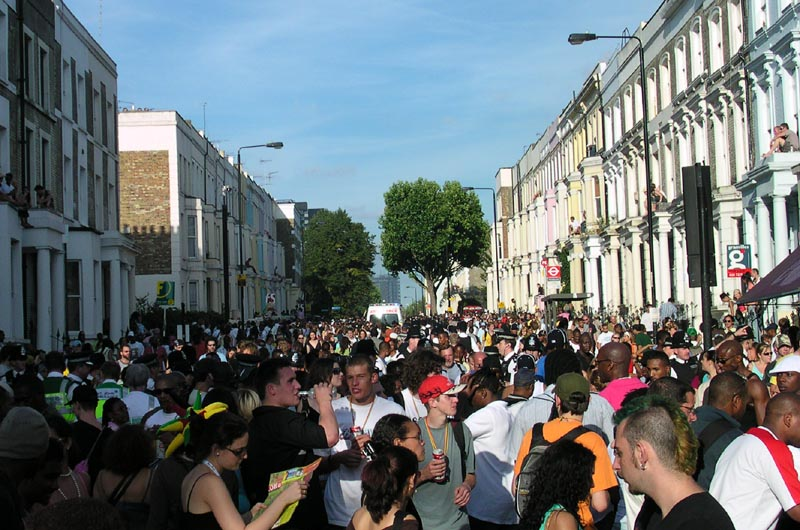
sziget

## Események
A buli szombaton indul az úgynevezett Steelpan zenekarok versenyével, a Panorámával. Vasárnap a gyerekek tartanak felvonulást egy rövidebb karnevál-útvonalon. Magára az „igazi” felvonulásra aztán hétfőn (szabadnap) kerül sor. A karnevál jelenleg a Great Western Road – Chepstow Road – Westbourne Grove – Ladbroke Grove útvonalon halad. A steelpan bandák vagy a DJ-k hatalmas kamionok platóján foglalnak helyet, melyeket hagyományos karneváli díszekbe öltözött táncosok követnek. Az ilyen kamiont hívják angolul sound systemnek, ezek hangerejét tetézi a nagyjából 40 másik kisszinpad az út mentén. A zenei választék a fekete stílusokat öleli föl, de mindenek alapja a pörgős Soca és a Calypso.

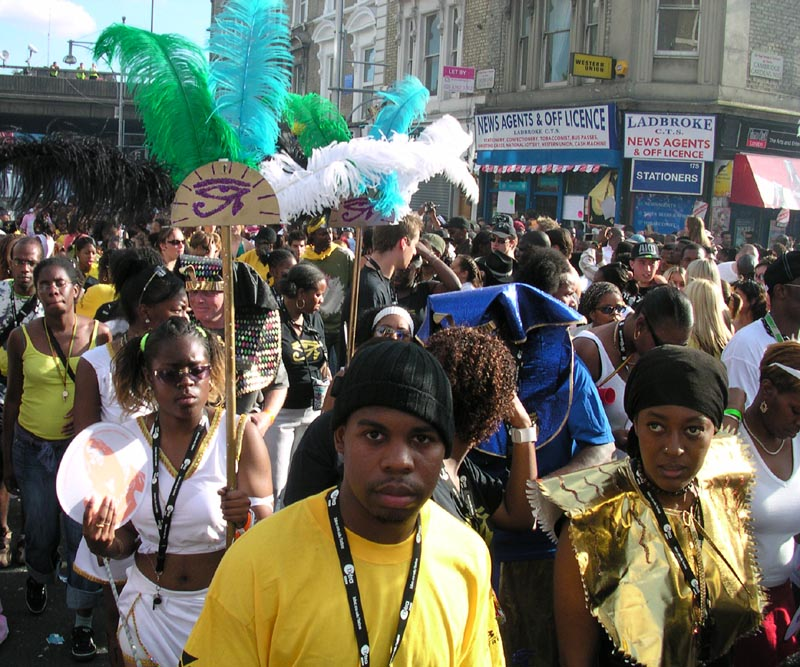
Ladbroke Grove

## Története
A londoni karnevál 1959 januárjára nyúlik vissza. A háború után Londonba települő fekete karibi tömegek és a fehér londoniak közti feszültségek enyhítését célozta. Hatalmas siker lett, pedig még beltérben, a St. Pancras-i városházán tartották. 1965-ben áttették augusztusra és kivitték az utcára. Ekkortájt még nem elsősorban fekete, hanem inkább helyi eseménynek számított, amin körülbelül 1000 ember vett részt.
1976-ra aztán határozottan karibi színezetet kapott a karnevál és mintegy 150 000 embert vonzott, de az eseményeket beárnyékolta, hogy a társadalmi igazságtalanságoktól és a rendőrség túlkapásaitól szenvedő karibi fekete fiatalok összecsaptak a rendőrökkel. Felmerült a karnevál betiltása is, de aztán kedvezőbben alakultak a történések, többek közt Károly walesi herceg is kiállt az ügy mellett.
Az elmúlt években nagyobb botrányoktól mentesen zajlott a karnevál, amelyet a kulturális sokszínűség ünnepének tartanak a helyiek, még ha főleg a karibi és a riói kultúra uralja. Ugyanakkor felmerültek biztonsági kérdések is, tudniillik ennyi embert nehéz irányítani a szűk utcákon, egy viszonylag kis területen. Lehetséges új helyszínként felmerült a közeli Hyde Park is.
A Notting Hill Karnevál természetesen hatalmas üzlet, egy tanulmány szerint a 2002-es fesztivál 93 millió fonttal vitte előre az Egyesült Királyság gazdaságát.

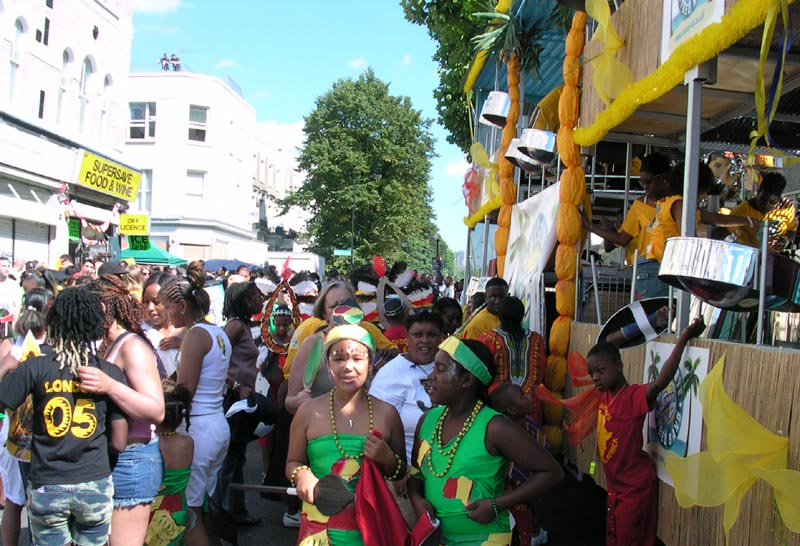
Gyerekek

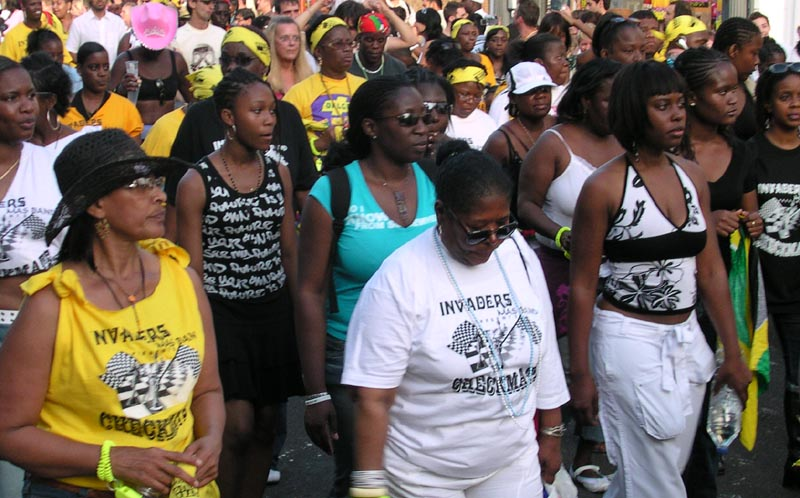
Karibi ünnep

## Látogatók száma
2005 – 750,000
2004 – 750,000
2003 – 600,000
2002 – 1 400 000
2001 – 1 250 000
2000 – 1 500 000
1999 – 1 400 000
1998 – 1 150 000
1997 – 1 300 000
1996 – 1 000 000

## Galéria

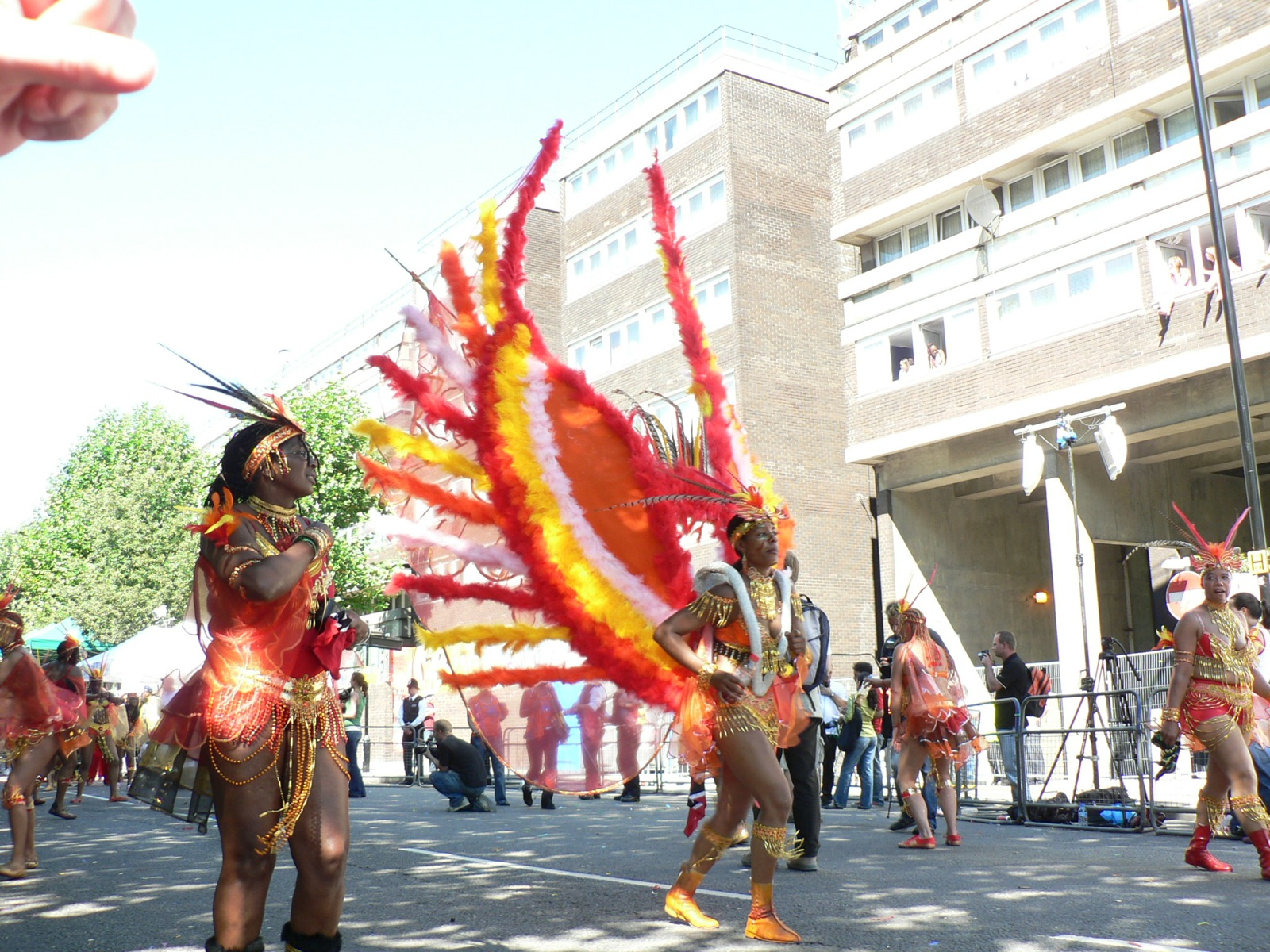
2005
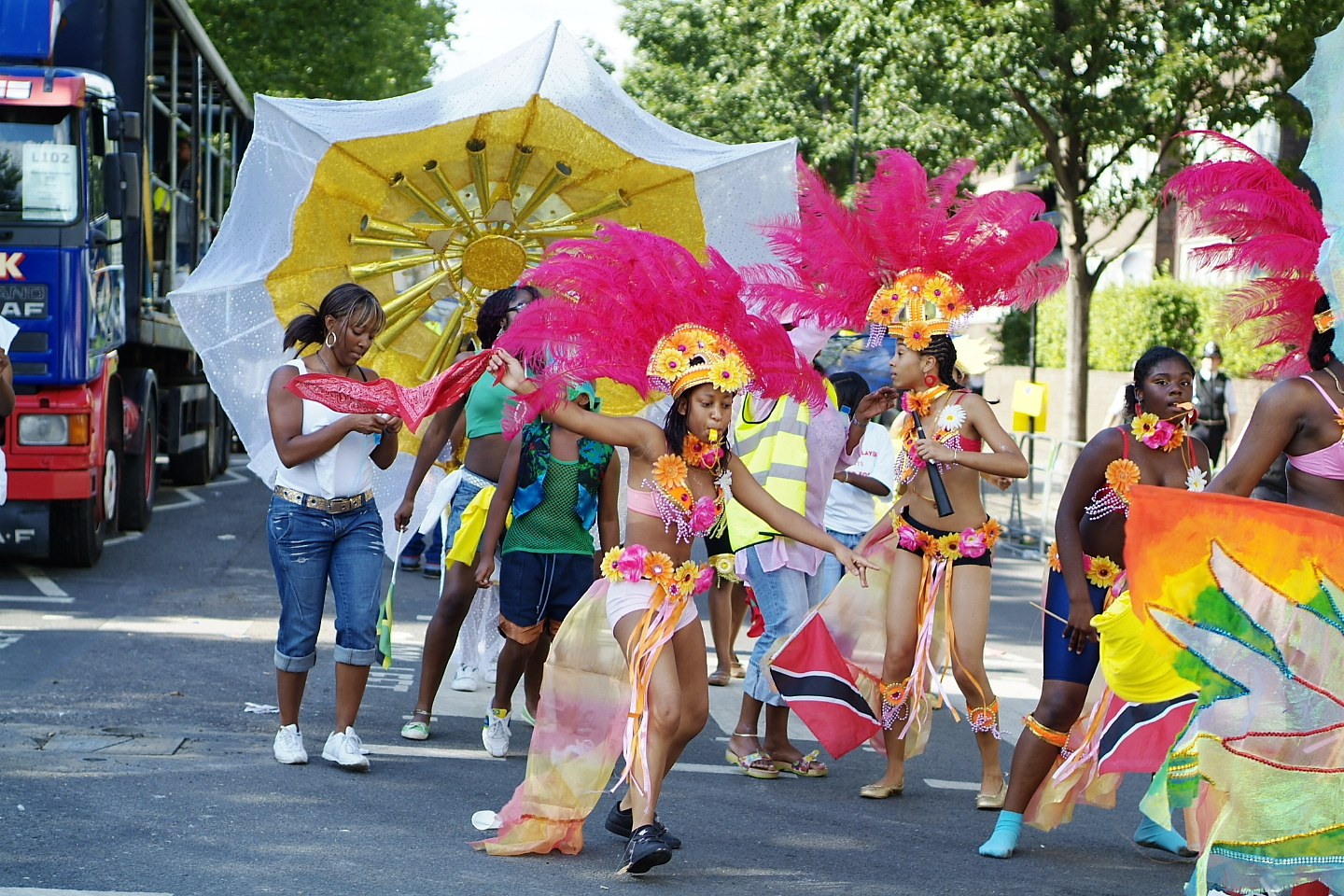
2006
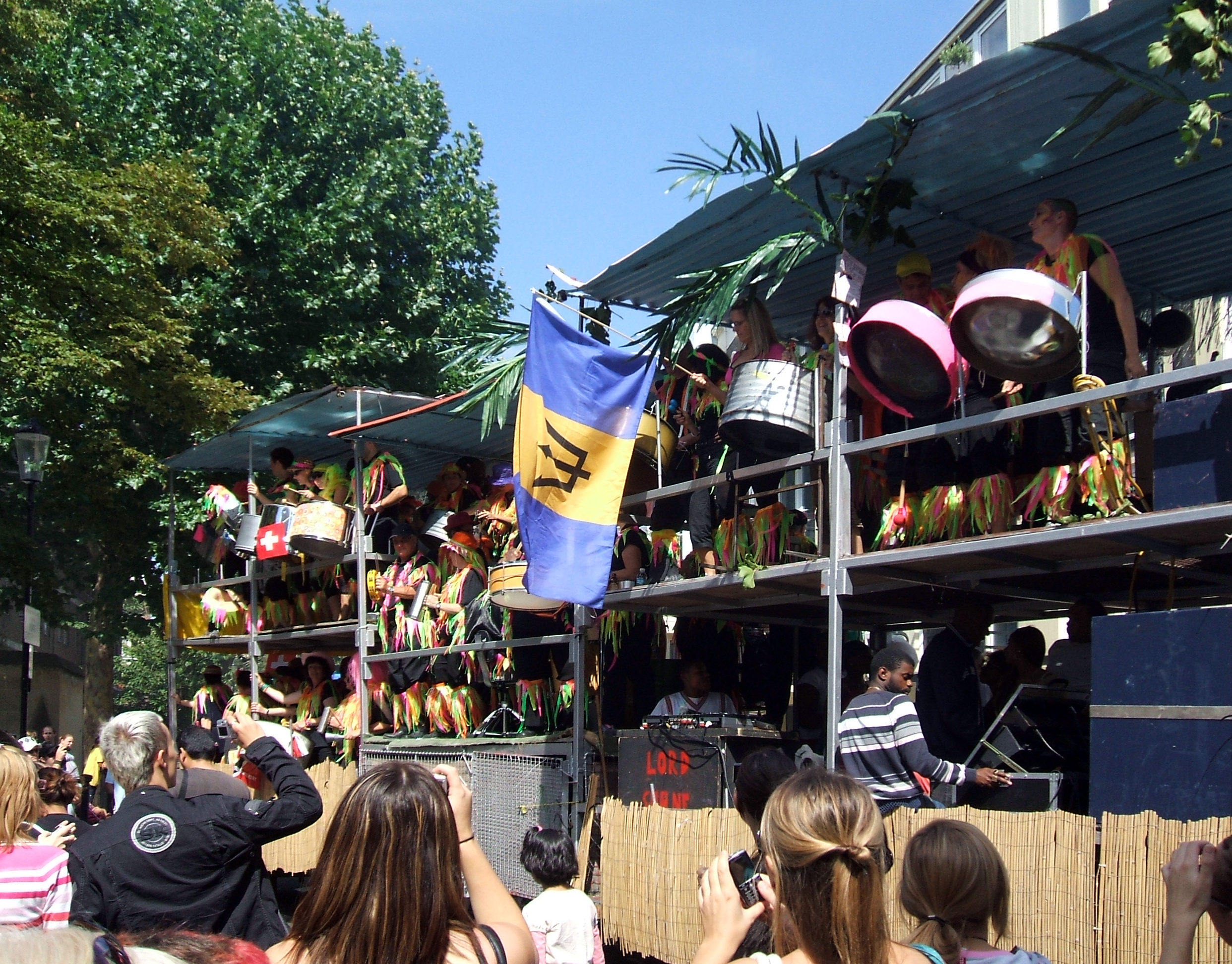
2007
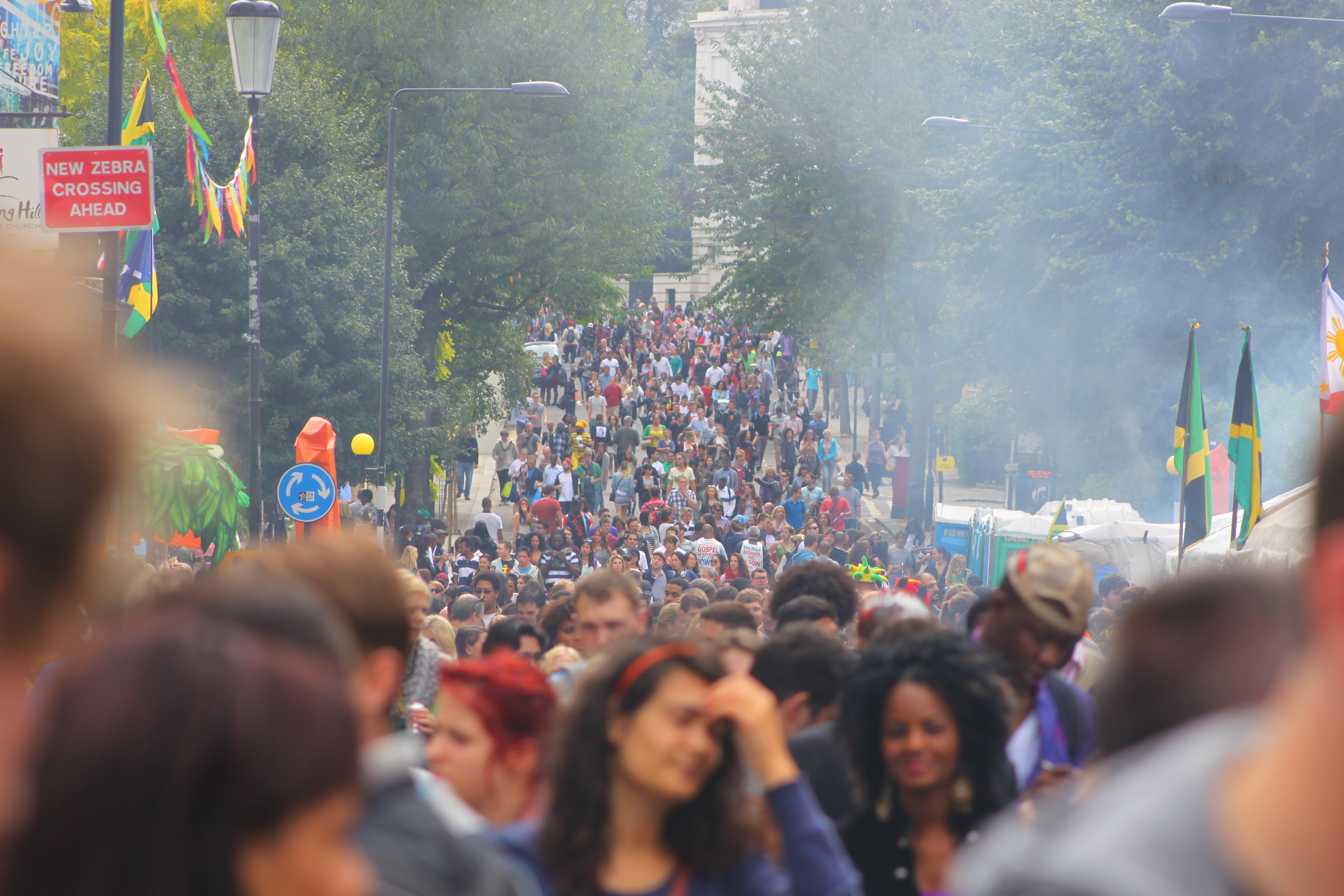
2012
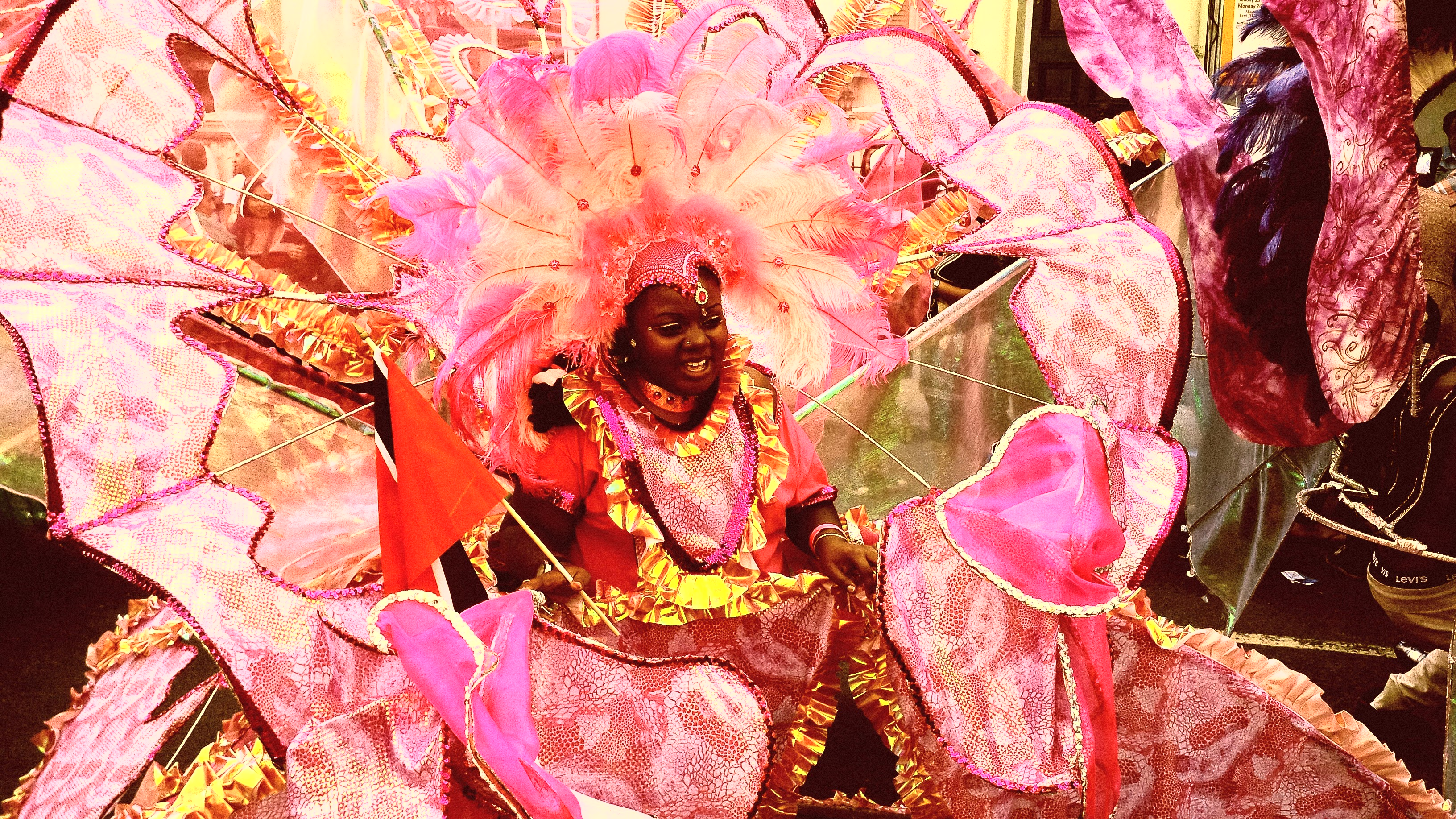
2013
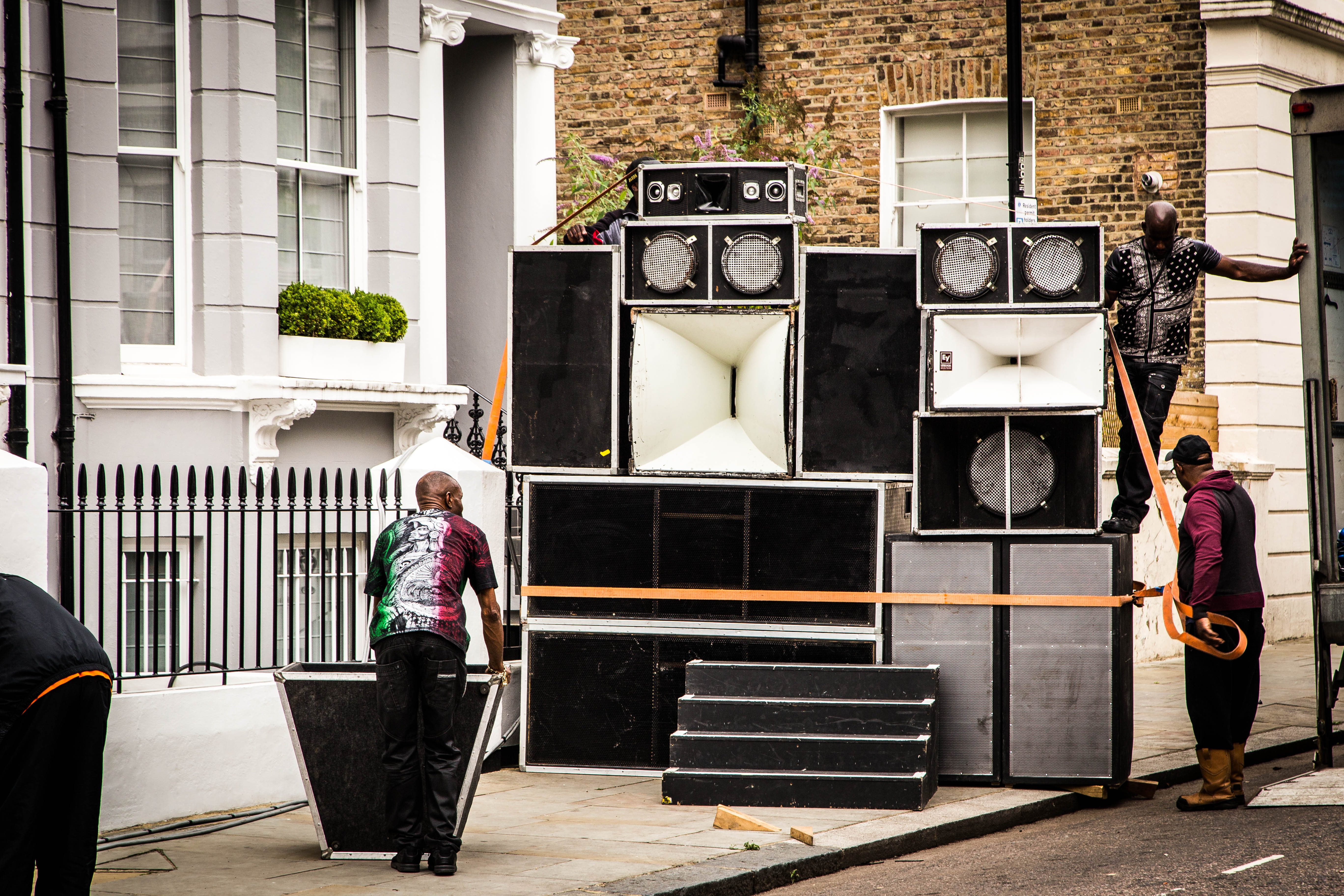
2014
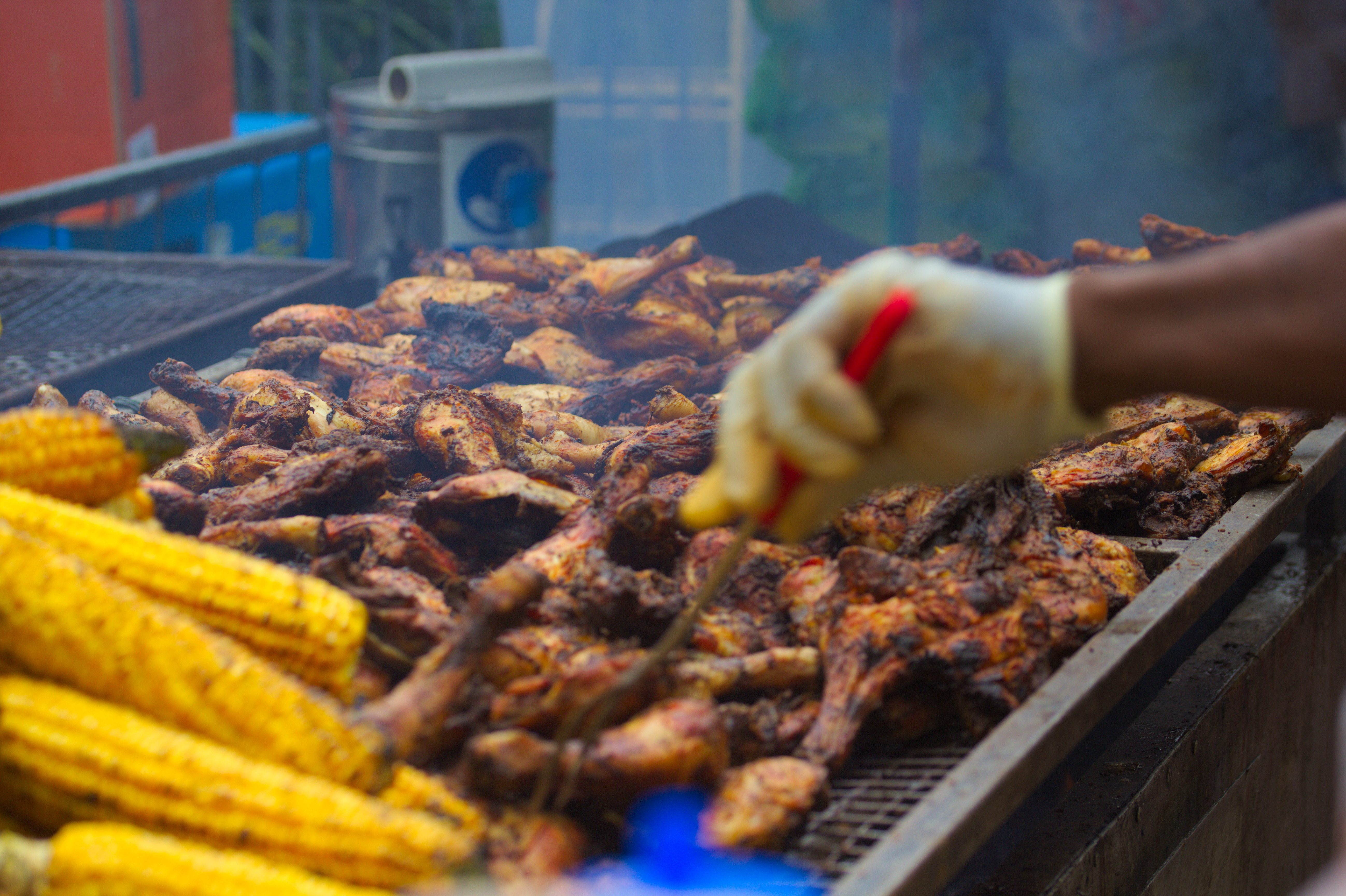
Carnival 2015
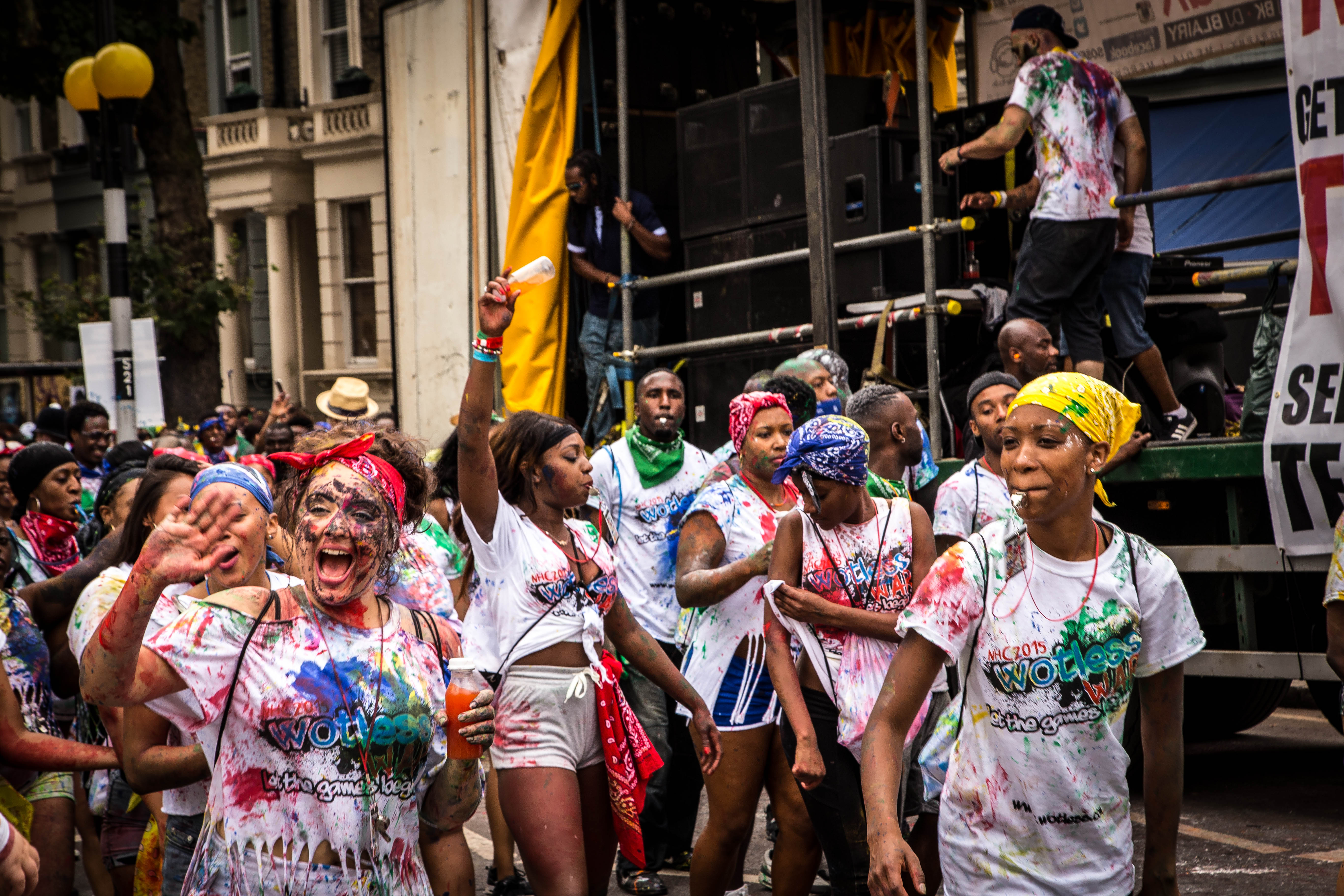
2015
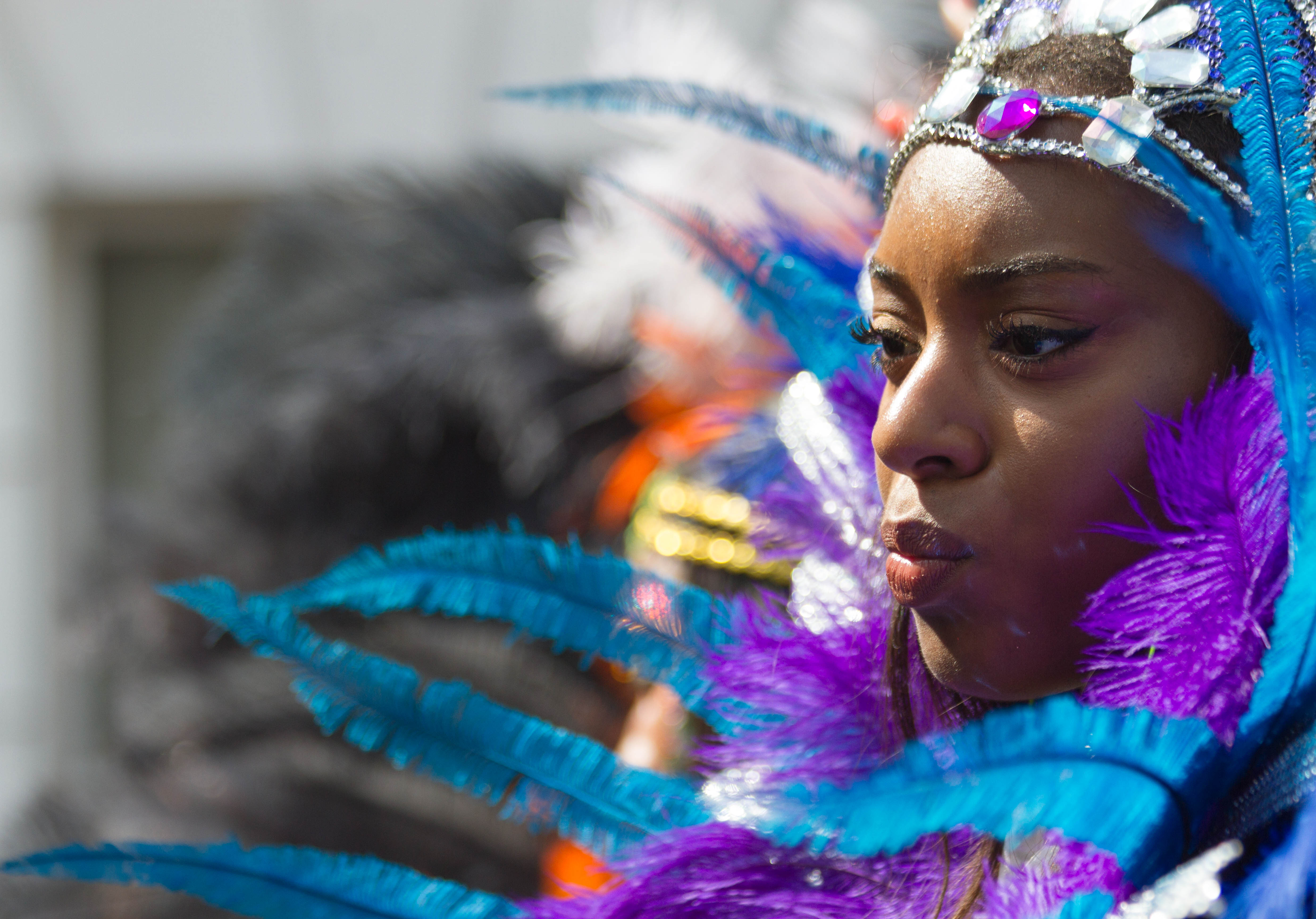
2016
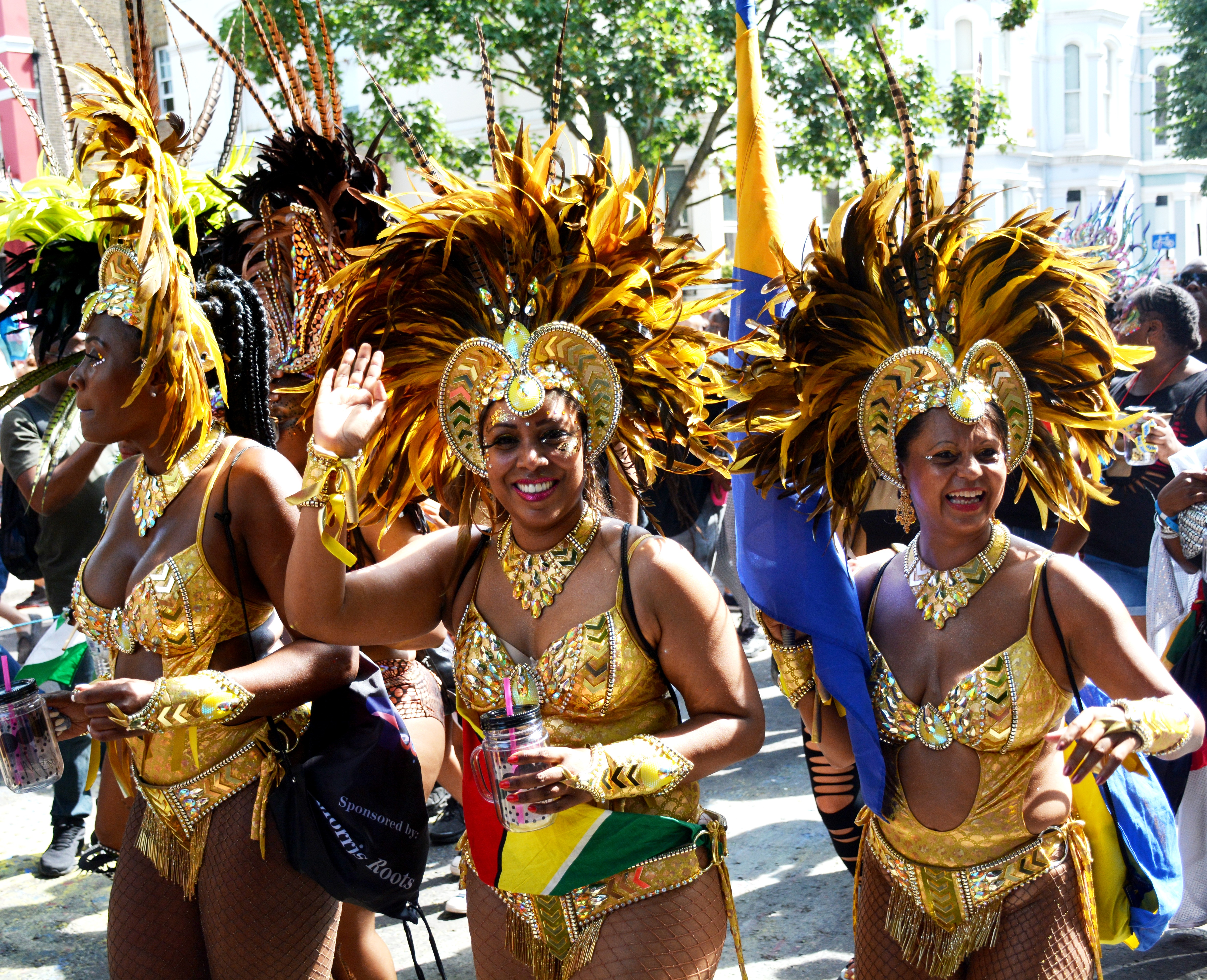
2017

## Fordítás
- Ez a szócikk részben vagy egészben  a   Notting Hill Carnival című angol Wikipédia-szócikk ezen változatának fordításán alapul.  Az eredeti cikk szerkesztőit annak laptörténete sorolja fel. Ez a jelzés csupán a megfogalmazás eredetét és a szerzői jogokat jelzi, nem szolgál a cikkben szereplő információk forrásmegjelöléseként.